# Улмі (комуна, Димбовіца)
Улмі (рум. Ulmi) — комуна у повіті Димбовіца в Румунії. До складу комуни входять такі села (дані про населення за 2002 рік):
- Віїшоара (1231 особа)
- Думбрава (519 осіб)
- Дімою (105 осіб)
- Колану (277 осіб)
- Матрака (427 осіб)
- Нісіпуріле (96 осіб)
- Удрешть (198 осіб)
- Улмі (1091 особа) — адміністративний центр комуни

Комуна розташована на відстані 69 км на північний захід від Бухареста, 4 км на південний схід від Тирговіште, 147 км на північний схід від Крайови, 85 км на південь від Брашова.

## Населення
За даними перепису населення 2002 року у комуні проживали 3944 особи.
Національний склад населення комуни:
| Національність | Кількість осіб | Відсоток |
| -------------- | -------------- | -------- |
| румуни         | 3911           | 99,2%    |
| цигани         | 32             | 0,8%     |
| угорці         | 1              | < 0,1%   |

Рідною мовою назвали:
| Мова      | Кількість осіб | Відсоток |
| --------- | -------------- | -------- |
| румунська | 3943           | > 99,9%  |
| угорська  | 1              | < 0,1%   |

Склад населення комуни за віросповіданням:
| Релігія       | Кількість осіб | Відсоток |
| ------------- | -------------- | -------- |
| православні   | 3886           | 98,5%    |
| лютерани      | 17             | 0,4%     |
| п'ятдесятники | 11             | 0,3%     |
| бретрени      | 11             | 0,3%     |
| римо-католики | 9              | 0,2%     |
| баптисти      | 5              | 0,1%     |
| адвентисти    | 2              | 0,1%     |
| атеїсти       | 2              | 0,1%     |
| юдеї          | 1              | < 0,1%   |

## Зовнішні посилання
- Дані про комуну Улмі на сайті Ghidul Primăriilor